# Le Repaire de l'aigle
Le Repaire de l'aigle est la huitième histoire des aventures de la série Buck Danny "Classic". Elle est publiée sous forme d'album en 2021. L'histoire est scénarisée par Frédéric Marniquet et Frédéric Zumbiehl, et dessinée par André Le Bras.

## Univers

### Synopsis
L'action du Repaire de l'aigle commence après la guerre de Corée, c'est la seconde partie d’un diptyque commencé avec Sea Dart.
Buck et Béate retrouvent les restes du crash du Potez de Sonny mais pas de corps, ils détectent également des traces de passage qui les emmènent dans un village proche : Ciudad Verde. C'est un village typiquement bavarois qui se dresse devant eux : Buck se méfie mais prend une chambre dans un hôtel en prétextant une noce de miel. Ils rencontrent ensuite le père Augustin Von Lembach à l'église qui semble le seul habitant du coin. 
Le soir, ils soupent à l'hôtel et rencontrent un archéologue français: Jean Le Royer qui travaille dans la vallée. Le lendemain ils vont visiter le site de fouille où ils retrouvent Jean qui leur indique une mine où ils pourraient trouver les bandits qui ont kidnappé Sonny. Là, ils trouvent effectivement des bandits, Béate commence à les torturer ce qui ne convient pas à Buck qui arrête la séance. 
Ils partent pour attendre la nuit, moment où l'armée nazie trouve leur camionnette et les traque. Un DC-6 quadrimoteur atterrit alors près de la cachette des nazis où Buck et Béate s'infiltrent en prenant la place de deux pilotes nazis. Dans une grotte, ils y découvrent sept Horten Ho 229, des prototypes d'ailes volantes du IIIe reich. Mais ils sont découverts par le général Hans Kammler qui leur présente Martin Borman, l'ex-bras droit d'Hitler qui se cachait sous les traits du père Von Lembach. Il était responsable du projet « Chronos » basé sur l'anti-gravité et en 15 ans a réalisé le prototype "Die Glocke" qui contrôle la gravité. Appliqué aux Horten, ceux-ci peuvent atteindre 3000 km/h à haute altitude. Ensuite Buck et Béate retrouvent dans leur cachot Sonny et Tumbler. 
N'ayant plus de nouvelle de Buck, le porte-avions Valley Forge qui était aux Galapagos se dirige vers le sud et l'Argentine. Borman ordonne à Buck de devenir pilote d'essai en menaçant de tuer ses amis. Peu après, il prend les commande d'une aile volante qui décolle à la verticale puis pousse la vitesse à MACH 3. Mais le module antigravité surchauffe les moteurs et Buck est obligé d'atterrir sur le ventre sans les remettre en marche. Il explique le dysfonctionnement mais les nazis sont méfiants. Kammler et Borman prévoient d'attaquer le porte-avions américain arrivé sur les côtes chiliennes. Béate use d'une ruse pour obtenir les clés du cachot et libère les trois pilotes américains. Le plan de Buck est d'envoyer Sonny et Tumbler rejoindre le porte-avions Valley Forge du Ford Trimotor pendant que lui et Béate feront diversion. Ils incendient en effet les prototypes pendant que Sonny et Tumbler s'échappent. Ils volent un side-car puis retrouvent l'antique Ford Trimotor qui a du mal à traverser la cordillère des Andes. Atteignant le Pacifique, ils retrouvent le Valley forge et amerrissent à côté. Ils sont récupérés à bord et alertent du plan de Borman d'attaquer le porte-avions. Le président des USA décide d'une frappe aérienne sur la base tandis que Buck et Béate sont finalement arrêtés par le général Kammler. 
Les nazis arrivent à lancer 3 Hortens pour attaquer le porte-avions tandis que Jean arrive avec des alliés argentins pour envahir la base secrète tuant le général Kammler. Jean est en fait un agent soviétique qui libère Buck et Béate. Pendant ce temps, les trois Hortens attaquent à la torpille le Valley Forge dont une le touche. Deux ailes volantes nazies et deux Panthers américains sont abattus avant que le troisième Horten piloté par Dietrich s'échappe. Buck tente de l'intercepter avec un Horten mais Dietrich fait surchauffer l'appareil qui explose. Buck rentre à la base nazie qui est détruite mais "Die Glocke" est récupéré et finit dans un hangar géant de l'armée US.

### Avions
- Horten Ho 229